# Urbanolophium
Urbanolophium é um género botânico pertencente à família Bignoniaceae.

## Sinonímia
Bothriopodium

### Espécies
- Urbanolophium dusenianum
- Urbanolophium glaziovii